# Loliolum subulatum
Loliolum subulatum är en gräsart som först beskrevs av Joseph Banks och Daniel Carl Solander, och fick sitt nu gällande namn av Alexander Eig. Loliolum subulatum ingår i släktet Loliolum och familjen gräs. Inga underarter finns listade i Catalogue of Life.